# Принцип вытянутой руки
Принцип «вытянутой руки» (arm’s length principle) — это условие или факт, согласно которому стороны сделки независимы и находятся в равном положении. Такая сделка известна как «транзакция на расстоянии вытянутой руки».

### Международное налоговое право
В международном налогообложении принцип «вытянутой руки» является стандартом, с которым согласились страны-члены Организация экономического сотрудничества и развития (ОЭСР) и который следует использовать для определения трансфертных цен в целях налогообложения. Принцип «вытянутой руки» закреплен в Статье 9 Модельной налоговой конвенции ОЭСР. Согласно этой статье в случае, если условия между двумя аффилированными предприятиями в их коммерческих или финансовых отношениях отличаются от тех, которые были бы между независимыми предприятиями, то прибыль, которая была бы получена аффилированным предприятием, если бы условия в следке соответствовали рыночным, может быть включена в прибыль этого предприятия для целей налогообложения.
Модельная налоговая конвенция ОЭСР обеспечивает правовую основу для того, чтобы правительства получали свою справедливую долю налогов, а предприятия избегали двойного налогообложения своей прибыли. Принцип «вытянутой руки» закреплен во многих соглашениях об избежании двойного налогообложения.
Принцип «вытянутой руки» направлен на адекватное распределение права по налогу на прибыль между странами посредством трансфертного ценообразования. ОЭСР разработала подробное руководство о том, как в этом контексте следует применять принцип «вытянутой руки» «Руководство по трансфертному ценообразованию для транснациональных корпораций и налоговых органов» («Transfer pricing Guidelines for multinational enterprises and tax administrations»). Согласно Руководству ОЭСР цена считается приемлемой, если она находится в диапазоне цен, которые могут быть установлены независимыми сторонами, действующими на рыночных условиях. Это определяется как цена, которую независимый покупатель заплатил бы независимому продавцу за идентичный товар на сопоставимых условиях.
Всемирная таможенная организация (ВТамО) и Всемирная торговая организация (ВТО) также, по сути, приняли принцип независимых сторон в таможенных оценках. Соглашение об осуществлении статьи VII (известное как Соглашение ВТО о таможенной оценке или «Соглашение об оценке») обеспечивает нейтральное и единообразное определение таможенной стоимости для применения ставок пошлин к импортируемым товарам, исключая использование произвольной или фиктивной таможенной стоимости.

### Российское налоговое право
Принцип вытянутой руки нашел свое отражение в Разделе V.1. Налогового кодекса Российской Федерации (НК РФ). Так, в пункте 1 статьи 105.3. "Общие положения о налогообложении в сделках между взаимозависимыми лицами" НК РФ указано: В случае, если в сделках между взаимозависимыми лицами создаются или устанавливаются коммерческие или финансовые условия, отличные от тех, которые имели бы место в сделках, признаваемых в соответствии с настоящим разделом сопоставимыми, между лицами, не являющимися взаимозависимыми, то любые доходы (прибыль, выручка), которые могли бы быть получены одним из этих лиц, но вследствие указанного отличия не были им получены, учитываются для целей налогообложения у этого лица.